# Draba monoensis
Draba monoensis är en korsblommig växtart som beskrevs av Reed Clark Rollins och Robert A. Price. Draba monoensis ingår i släktet drabor, och familjen korsblommiga växter. Inga underarter finns listade i Catalogue of Life.